# إدوين دوسن
إدوين دوسن (بالإنجليزية: Edwin Dawson)‏ (1 مايو 1835 - 1 ديسمبر 1888) هو لاعب كريكت بريطاني (وحمل سابقاً جنسية المملكة المتحدة لبريطانيا العظمى وأيرلندا).